# Rhamphomyia diversipennis
Rhamphomyia diversipennis är en tvåvingeart som beskrevs av Becker 1900. Rhamphomyia diversipennis ingår i släktet Rhamphomyia och familjen dansflugor. Inga underarter finns listade i Catalogue of Life.